# 大阪城音楽堂
大阪城音楽堂（おおさかじょうおんがくどう）は、大阪市中央区の大阪城公園内にある大阪市立の野外音楽堂。

## 概要
当初大阪市立の野外音楽堂は1928年11月に大阪市天王寺区の天王寺公園内に開館した天王寺音楽堂だったが、老朽化のため取り壊されることとなり、新築移転する形で1982年5月に大阪城公園内に開館したのが大阪城音楽堂である。天王寺音楽堂の跡地はその後コアラ館新設等のため拡張された天王寺動物園の敷地となっている。
毎年7月、8月の金曜日に開催されるOsaka Shion Wind Orchestra（旧：大阪市音楽団＝市音）の「たそがれコンサート」をはじめ、数多くのアーティストのライブが行われる。立志舎の就職出陣式にも使用されている。音響拡声装置の使用にあたっては20時音止めとし、音量は芝生席ピンタワー位置において95dBを超えないことを規定している。
かつては音楽堂のそばに市音の事務局があり、音楽堂の運営管理も市音が行っていた。2014年4月の民営化に伴い、市音は音楽堂の運営管理から離れ、活動拠点も南港ATC内の「Shionなぎさのホール」に移転した。その後、大阪市教育委員会（市音のかつての母体組織）の運営を経て、大阪城公園内5施設の指定管理者制度一括導入に伴い、2015年4月1日から電通関西支社を代表者とし、讀賣テレビ放送・大和ハウス工業・大和リース・NTTファシリティーズで結成される「大阪城パークマネジメント共同事業体」に運営が移管された。

## 交通
- 大阪環状線・地下鉄中央線・地下鉄長堀鶴見緑地線 森ノ宮駅下車徒歩5分